# Aer (mitología)
En la mitología griega, Aer (en griego Ἀήρ) era el «Aire», comprendido como una de las fuerzas o dioses primordiales que Epiménides usó para comenzar su cosmogonía. El vocablo ἀήρ significa «aire, capas inferiores de la atmósfera (por oposición a αἰθήρ, éter), niebla, bruma». 

Algunos consideran que Ἀήρ (Aer) y Αἰθήρ (Aithér) son elementos intercambiables pero lo más común es que sean fuerzas elementales diferenciadas. Así en Empédocles:
«El éter fue el primero en distinguirse, en segundo lugar el fuego, y tras él la tierra, de la cual, estrechada excesivamente a su alrededor, brotó con fuerza el agua. El aire surgió de la evaporación del agua. Los cielos surgieron del éter, el sol del fuego y los cuerpos terrestres de los demás».
El Aire, según Anaxímenes, es un dios y da nacimiento a otros dioses:
«Anaxímenes de Mileto, hijo de Eurístrato, dijo que el primer principio es el aire indefinido, del cual nacen las cosas que están llegando al ser, las ya existentes y las futuras, los dioses y las cosas divinas; las demás nacen de sus descendientes».
Aristófanes lo incluye en su cosmogonía:
«En el principio existía el Caos y la Noche (Nix), el negro Érebo y el ancho Tártaro, y no existían ni la Tierra, ni el Aire, ni el Cielo».
Epiménides, de igual manera, lo incluye en los albores de la creación:
«Epiménides postuló dos primeros principios: Aire y Noche [...] de los que fue engendrado el Tártaro (supongo que el tercer principio, como una cierta mezcla combinada de los dos). De ellos, dos Titanes, un intermedio comprensible, llamado así porque en ambos se distiende la punta y el extremo. Mezclados ambos entre sí engendraron un huevo (...) del que luego surgió otra generación».
Y otro autor confirma la versión del antes citado:
«En los versos épicos atribuidos a Epiménides, se dice que todo se formó de Aire y Noche, como también Homero señaló que Océano y Tetis engendraron a los dioses».